# Futbol femení al País Valencià
La història del futbol femení al País Valencià data de la dècada dels anys 1930, si bé es té constància de partits amateurs en dates indeterminades que podrien ser dels anys 20, amb jugadores amb samarretes del Gimnàstic i el Castelló.
El primer partit de futbol femení documentat es va disputar al Camp de Mestalla el dijous 1 de gener de 1931, en un partit benèfic on participaren les artistes del Teatre Russafa i l'Apolo de Madrid. Posteriorment, el València CF crearia un equip femení, on participaren jugadores com ara Pilarín o Consuelo Hernán, qui amb un gol de penal en la segona part es va convertir en la primera futbolista a marcar en Mestalla. El segon gol va arribar poc després per una contra de Rosita Carrasco.
Després, als anys 70 es reprendria el futbol femení amb un nou equip on participarien altres pioneres com Merchina Peris, que marcà, en un partit del Trofeu Taronja, el primer gol que una futbolista marcava amb la samarreta del València. Aquell equip, conegut com a Selecció València, jugava amb la samarreta blanca i l'escut del València CF i entrenava al mateix camp que el primer equip. Tot i els esforços de Vicente Peris, el president Julio de Miguel va desestimar la integració de l'equip com a secció oficial del club merengot, i finalment l'equip desapareixeria el desembre de 1971.
En la dècada del 1990, el Llevant UE crea una secció de futbol femení, que va ser campiona en diverses competicions. El València CF tornaria a tindre secció femenina el 2009, a partir de l'equip del Col·legi Alemany.